# تتسوئو: مرد آهنین
تتسوئو: مرد آهنین (ژاپنی: 鉄男) (انگلیسی: Tetsuo: The Iron Man) عنوان یک فیلم سایبرپانک ژاپنی به کارگردانی شینیا تسوکاموتو است که در سال ۱۹۸۹ منتشر شد. این فیلم تسوکاموتو را در جهان شناساند و طرفداران کالت وی را به وجود آورد.